# Установка дегідрогенізації пропану в Яньтай
Установка дегідрогенізації пропану в Яньтай — виробництво нафтохімічної промисловості в Китаї у місті Яньтай (провінція Шаньдун, на північному узбережжі виступаючого у Жовте море півострова Шаньдун). На момент спорудження найпотужніша установка такого типу у світі.
Другий за масовістю продукт органічної хімії пропілен традиційно отримували разом з етиленом на установках парового крекінгу вуглеводнів або як побічний продукт нафтопереробки. В той же час, з 1990-го (із запуском установки в таїландському Мап-Та-Пхут) почали з'являтись спеціалізовані виробництва цього олефіну шляхом гідрогенізації пропану, а у 2010-х в Китаї ввели в експлуатацію або розпочали спорудження більше десятка таких виробництв. Одним з них була установка компанії Yantai Wanhua Polyurethanes (входить до Wanhua Chemical Group) з потужністю 750 тисяч тонн пропілену на рік, що на момент запуску в серпні 2015-го було найбільшим показником у світі (та залишається таким і через кілька років, хоча наразі вже з'явились кілька заводів такої ж потужності в США, як то виробництва у Фріпорті та Монт-Бельв'ю).
Робота установки потребує 900 тисяч тонн пропану на рік, надходження якого, зокрема, організували з Катару. При цьому власник нового виробництва спорудив сховище зріджених вуглеводневих газів об'ємом 1 млн барелів та власний причальний комплекс, що давало йому змогу надавати послуги постачання сировини іншим компаніям, наприклад, установці дегідрогенізації в Хеншуй, що належала компанії Haiwei Group.
Отриманий внаслідок дегідрогенізації пропілен використовується у розташованих на тій же площадці виробництвах епоксипропану (260 тисяч тонн на рік) та акрилової кислоти (440 тисяч тонн на рік), а також може постачатись стороннім споживачам.
Для установки обрали найбільш поширену в світі технологію компанії UOP (Honeywell).